# Chromadorita gracilis
Chromadorita gracilis är en rundmaskart som först beskrevs av Nikolai Nikolaievich Filipjev 1922.  Chromadorita gracilis ingår i släktet Chromadorita och familjen Chromadoridae. Inga underarter finns listade i Catalogue of Life.